# Piper larutanum
Piper larutanum är en pepparväxtart som beskrevs av C. Dc.. Piper larutanum ingår i släktet Piper och familjen pepparväxter. Inga underarter finns listade i Catalogue of Life.